# Saison 2015-2016 de l'AS Nancy-Lorraine
Maillots
Dernière mise à jour : 19 JUILLET 2016.
Chronologie
Saison précédente Saison suivante
L'AS Nancy-Lorraine joue lors de la saison 2015-2016, en deuxième division pour la troisième saison de suite. Cette saison voit le club s'engager dans trois compétitions que sont la Ligue 2, la Coupe de France et la Coupe de la Ligue.

## Résumé de la saison
L'objectif du club étant toujours la montée en Ligue 1, l'équipe est renforcée par les arrivées à l'intersaison de l'ancien international Benoît Pedretti, ainsi que du milieu de terrain Antony Robic et du défenseur Mickaël Chrétien, de retour au club. L'ASNL effectue un début de saison très encourageant, obtenant le titre honorifique de champion d'automne avec une large avance de 8 points sur le 4e. L'équipe possède la meilleure défense, conduite par le jeune défenseur et capitaine Clément Lenglet formé au club, ainsi que la deuxième meilleure attaque de Ligue 2.
Le 25 avril 2016, après trois saisons passées en Ligue 2, le club retrouve officiellement la Ligue 1 à la suite de sa victoire face au FC Sochaux. Le 6 mai 2016, grâce à sa victoire face à Évian TG (1-0), l'ASNL décroche son cinquième titre de champion de France de Ligue 2.

## Avant-saison

### Matchs amicaux
| Date                    | Adversaire             | Niveau   | Lieu          | Résultat | Buteurs Nancy                                         | Buteurs Adverses | Spectateurs | Arbitre   |
| ----------------------- | ---------------------- | -------- | ------------- | -------- | ----------------------------------------------------- | ---------------- | ----------- | --------- |
| Vendredi 3 juillet 2015 | UNFP                   | -        | Tomblaine     | 2-0      | Mabella 74e 79e                                       | -                | 1 500       |           |
| Samedi 11 juillet 2015  | FC Sochaux-Montbéliard | Ligue 2  | Vittel        | 0-0      | -                                                     | -                |             |           |
| Mardi 14 juillet 2015   | Sarreguemines FC       | CFA 2    | Sarreguemines | 5-0      | Chrétien 13e ,Mabella 27e 79e, Busin 29e, Bauchet 81e | -                | 1 000       | M.Bouillé |
| Samedi 18 juillet 2015  | ES Troyes AC           | Ligue 1  | Saint-Dizier  | 0-0      | -                                                     | -                | 800         |           |
| Mardi 24 juillet 2015   | RC Strasbourg          | National | Schiltigheim  | 1-1      | Robic 48e                                             | Blayac 41e       | 1 500       | M.Moreira |

## Transferts
| Nom                    | Nationalité                      | Poste     | Transfert                      | Provenance/Destination                     | Division                                   |
| ---------------------- | -------------------------------- | --------- | ------------------------------ | ------------------------------------------ | ------------------------------------------ |
| Arrivées               |                                  |           |                                |                                            |                                            |
| Anthony Robic          | France                           | Milieu    | Fin de contrat                 | Stade lavallois                            | Ligue 2                                    |
| Loïc Puyo              | France                           | Milieu    | Fin de contrat                 | US Orléans                                 | Ligue 2                                    |
| Diallo Guidileye       | Mauritanie                       | Milieu    | Fin de contrat                 | AEL Limassol                               | Laiki Bank Championship                    |
| Michaël Chrétien       | Maroc                            | Défenseur | Fin de contrat                 | RC Strasbourg                              | National                                   |
| Benoit Pedretti        | France                           | Milieu    | Fin de contrat                 | AC Ajaccio                                 | Ligue 2                                    |
| Brice Samba            | République du Congo              | Gardien   | Prêt                           | Olympique de Marseille                     | Ligue 1                                    |
| Youssef Ait Bennasser  | Maroc                            | Milieu    | Premier contrat professionnel  | Centre de formation de l'AS Nancy-Lorraine | Centre de formation de l'AS Nancy-Lorraine |
| Faitout Maouassa       | France                           | Défenseur | Premier contrat professionnel  | Centre de formation de l'AS Nancy-Lorraine | Centre de formation de l'AS Nancy-Lorraine |
| Départs                |                                  |           |                                |                                            |                                            |
| Paul Nardi             | France                           | Gardien   | Retour de prêt                 | AS Monaco                                  | Ligue 1                                    |
| Mana Dembélé           | Mali                             | Attaquant | Retour de prêt                 | EA Guingamp                                | Ligue 1                                    |
| Ibrahim Amadou         | France                           | Défenseur | Transfert (2 millions d'euros) | LOSC Lille                                 | Ligue 1                                    |
| Lossémy Karaboué       | Côte d'Ivoire                    | Milieu    | Fin de contrat                 | ESTAC Troyes                               | Ligue 1                                    |
| Romain Grange          | France                           | Milieu    | Fin de contrat                 | Paris FC                                   | Ligue 2                                    |
| Jean-Landry Bassilekin | Cameroun                         | Attaquant | Fin de contrat                 | US Raon L'Etape                            | CFA                                        |
| Joël Sami              | République démocratique du Congo | Défenseur | Fin de contrat                 | SV Zulte Waregem                           | Jupiler Pro League                         |
| Florent Zitte          | France                           | Attaquant | Fin de contrat                 | Royale Union Saint-Gilloise                | Proximus League                            |
| Salim Baghdad          | France                           | Milieu    | Fin de contrat                 | RC Arbaâ                                   | Ligue 1 Algérienne                         |
| Cyril Dreyer           | France                           | Milieu    | Fin de contrat                 | Real Sporting de Gijón B                   | Segunda División B                         |
| Fabrice Ehret          | France                           | Milieu    | Fin de contrat                 | sans club                                  | sans club                                  |
| Joachim Junior         | France                           | Attaquant | Fin de contrat                 | sans club                                  | sans club                                  |
| Quentin Beunardeau     | France                           | Gardien   | Prêt                           | AFC Tubize                                 | Proximus League                            |
| Romain Bauchet         | France                           | Attaquant | Prêt                           | SAS Épinal                                 | National                                   |

| Nom         | Nationalité | Poste  | Transfert    | Provenance/Destination | Division |
| ----------- | ----------- | ------ | ------------ | ---------------------- | -------- |
| Arrivées    |             |        |              |                        |          |
| Départs     |             |        |              |                        |          |
| Rémi Walter | France      | Milieu | Vente 1,7M € | OGC Nice               | Ligue 1  |